# William Neile
William Neile, född 16 december 1637, död 24 augusti 1670, var en engelsk matematiker.
Neile uppges ha båglängden av den efter honom benämnda semikubiska parabeln ay2 = x3.